# Матюшко, Ольга Константиновна
Ольга Константиновна Матюшко — советский хозяйственный деятель, Герой Социалистического Труда.

## Биография
Родилась в 1915 году в деревне Божки. Член КПСС.
В 1922—1939 — батрачка в помещичьих хозяйствах Польши.
В 1939—1950 — крестьянка в единоличном семейном хозяйстве.
Пережила немецко-фашистскую оккупацию.
В 1950—1972 — полевод, звеньевая свекловодческого звена колхоза имени Ломоносова Ляховичского района Брестской области Белорусской ССР.
Указом Президиума Верховного Совета СССР от 30 апреля 1966 года присвоено звание Героя Социалистического Труда с вручением ордена Ленина и золотой медали «Серп и Молот».
Депутат Верховного Совета Белорусской ССР 5-6-го созывов. Делегат XXII съезда КПСС.
Умерла в 1988 году в деревне Урожайная.

## Награды и звания
- Герой Социалистического Труда (30.04.1966)
- Орден Ленина (30.04.1966)
- Орден Знак Почёта (18.01.1958)